# Martina Ochodnická
Martina Ochodnická, do roku 2022 Lisová, (* 19. prosince 1983) je česká politička a učitelka, od roku 2021 poslankyně Poslanecké sněmovny PČR, v letech 2014 až 2022 starostka městyse Větrný Jeníkov na Jihlavsku, od roku 2023 místopředsedkyně TOP 09.

## Život
Vystudovala Střední hotelovou školu Světlá ve Velkém Meziříčí. Po maturitě odjela na 16 měsíců do švýcarské Ženevy, kde studovala francouzský jazyk a absolvovala jazykovou zkoušku Diplôme de langue française de l’Alliance française. Po návratu úspěšně vystudovala obor učitelství francouzského a německého jazyka na Pedagogické fakultě Masarykovy univerzity (získala titul Mgr.).
Po studiu vysoké školy se jí narodily dvě děti a už během rodičovské dovolené nastoupila jako učitelka na Základní školu O. Březiny v Jihlavě. Stala se koordinátorkou Komunitní školy, později se jí narodilo třetí dítě.
Martina Ochodnická žije v městysi Větrný Jeníkov na Jihlavsku. Je vdaná. Mezi její největší záliby patří kultura, především divadlo a literatura.

## Politické působení
V komunálních volbách v roce 2010 byla zvolena jako nezávislá na kandidátce subjektu „Jeníkov u nás“ zastupitelkou městyse Větrný Jeníkov. Mandát zastupitelky obhájila ve volbách v roce 2014 jako nezávislá na kandidátce subjektu „Sdružení pro Větrný Jeníkov“, a to z pozice lídryně. V listopadu 2014 se navíc stala starostkou městyse. Také ve volbách v roce 2018 byla zvolena jako nezávislá zastupitelkou městyse, a to z pozice lídryně kandidátky „Sdružení pro Větrný Jeníkov“. V listopadu 2018 se po druhé stala starostkou městyse.
V krajských volbách v roce 2020 kandidovala jako nestranička za TOP 09 do Zastupitelstva Kraje Vysočina, a to na kandidátce subjektu „Pro TOP Vysočinu“ (tj. TOP 09, KAN a Monarchiste.cz), ale neuspěla.
Ve volbách do Poslanecké sněmovny PČR v roce 2021 kandidovala již z pozice členky TOP 09 na 5. místě kandidátky koalice SPOLU (tj. ODS, KDU-ČSL a TOP 09) v Kraji Vysočina. Vlivem 5 712 preferenčních hlasů nakonec skončila čtvrtá, a stala se tak poslankyní.
V komunálních volbách v roce 2022 již do Zastupitelstva městyse Větrný Jeníkov nekandidovala.
V listopadu 2023 byla na sněmu TOP 09 zvolena do funkce místopředsedkyně strany. V lednu 2025 však oznámila, že už „nemůže“ kandidovat ve volbách do Poslanecké sněmovny PČR na podzim 2025, protože se jí nepodařilo změnit fungování Sněmovny. Nechce obhajovat ani post místopředsedkyně strany, ve které „neměla oporu“, a nepodařilo se jí o prioritách přesvědčit ani kolegy z poslaneckého klubu.